# Behrensia conchiformis
Behrensia conchiformis är en fjärilsart som beskrevs av Augustus Radcliffe Grote 1875. Behrensia conchiformis ingår i släktet Behrensia och familjen nattflyn. Inga underarter finns listade i Catalogue of Life.